# Communauté de communes Bouzonvillois - Trois Frontières
La communauté de communes Bouzonvillois - Trois Frontières (CCB3F) est une communauté de communes française située dans le département de la Moselle en région Grand Est.

## Histoire
La communauté de communes Bouzonvillois - Trois Frontières a été créée le 1er janvier 2017, par arrêté préfectoral du 16 septembre 2016 par la fusion des deux intercommunalités Communauté de communes du Bouzonvillois et Communauté de communes des Trois Frontières. Cette fusion suit la recommandation du Schéma départemental de coopération intercommunale , ces deux structures n'atteignant pas le seuil de 15 000 habitants.
Le 1er janvier 2022, les communes de Contz-les-Bains et Haute-Kontz quittent le périmètre de la communauté de communes Bouzonvillois - Trois Frontières, au profit de la Communauté de communes de Cattenom et environs. La CCB3F se compose depuis cette date de 40 communes.

## Composition
La communauté de communes est composée des 40 communes suivantes :

| Nom                         | Code Insee | Gentilé         | Superficie (km2) | Population (dernière pop. légale) | Densité (hab./km2) |
| --------------------------- | ---------- | --------------- | ---------------- | --------------------------------- | ------------------ |
| Bouzonville (siège)         | 57106      | Bouzonvillois   | 13,9             | 3 824 (2022)                      | 275                |
| Alzing                      | 57016      | Alzingeois      | 4,54             | 401 (2022)                        | 88                 |
| Anzeling                    | 57025      | Anzelingeois    | 5,92             | 480 (2022)                        | 81                 |
| Apach                       | 57026      | Apachois        | 3,35             | 1 072 (2022)                      | 320                |
| Bibiche                     | 57079      | Bibichois       | 12,52            | 433 (2022)                        | 35                 |
| Brettnach                   | 57110      |                 | 5,9              | 430 (2022)                        | 73                 |
| Chémery-les-Deux            | 57136      |                 | 10,03            | 592 (2022)                        | 59                 |
| Colmen                      | 57149      |                 | 4,82             | 207 (2022)                        | 43                 |
| Dalstein                    | 57167      |                 | 3,97             | 378 (2022)                        | 95                 |
| Ébersviller                 | 57186      | Ébersvillerois  | 14,07            | 963 (2022)                        | 68                 |
| Filstroff                   | 57213      | Filstroffois    | 16,76            | 774 (2022)                        | 46                 |
| Flastroff                   | 57215      | Flastroffois    | 8,38             | 371 (2022)                        | 44                 |
| Freistroff                  | 57235      | Freistroffois   | 14,67            | 1 010 (2022)                      | 69                 |
| Grindorff-Bizing            | 57259      |                 | 6,86             | 311 (2022)                        | 45                 |
| Guerstling                  | 57273      | Guerstlingeois  | 4,42             | 367 (2022)                        | 83                 |
| Halstroff                   | 57286      |                 | 10,78            | 296 (2022)                        | 27                 |
| Heining-lès-Bouzonville     | 57309      |                 | 6,03             | 485 (2022)                        | 80                 |
| Hestroff                    | 57322      | Hestroffois     | 7,43             | 479 (2022)                        | 64                 |
| Holling                     | 57329      | Hollingeois     | 4,86             | 443 (2022)                        | 91                 |
| Hunting                     | 57341      |                 | 3,78             | 689 (2022)                        | 182                |
| Kerling-lès-Sierck          | 57361      |                 | 17,82            | 608 (2022)                        | 34                 |
| Kirsch-lès-Sierck           | 57364      |                 | 8,85             | 329 (2022)                        | 37                 |
| Kirschnaumen                | 57365      |                 | 19,93            | 479 (2022)                        | 24                 |
| Laumesfeld                  | 57387      |                 | 8,3              | 285 (2022)                        | 34                 |
| Launstroff                  | 57388      |                 | 7,81             | 241 (2022)                        | 31                 |
| Manderen-Ritzing            | 57439      |                 | 15,07            | 602 (2022)                        | 40                 |
| Menskirch                   | 57457      | Menskirchois    | 4,48             | 140 (2022)                        | 31                 |
| Merschweiller               | 57459      |                 | 5,76             | 290 (2022)                        | 50                 |
| Montenach                   | 57479      |                 | 9,19             | 487 (2022)                        | 53                 |
| Neunkirchen-lès-Bouzonville | 57502      | Neunkirchois    | 3,8              | 333 (2022)                        | 88                 |
| Rémelfang                   | 57567      | Rémelfangeois   | 3,3              | 144 (2022)                        | 44                 |
| Rémeling                    | 57569      |                 | 6,47             | 337 (2022)                        | 52                 |
| Rettel                      | 57576      |                 | 6,89             | 849 (2022)                        | 123                |
| Rustroff                    | 57604      |                 | 3,23             | 651 (2022)                        | 202                |
| Saint-François-Lacroix      | 57610      |                 | 7,33             | 322 (2022)                        | 44                 |
| Schwerdorff                 | 57640      | Schwerdorffois  | 9,42             | 472 (2022)                        | 50                 |
| Sierck-les-Bains            | 57650      | Sierckois       | 4,8              | 1 769 (2022)                      | 369                |
| Vaudreching                 | 57700      | Vaudrechingeois | 4,69             | 486 (2022)                        | 104                |
| Waldweistroff               | 57739      |                 | 7,73             | 521 (2022)                        | 67                 |
| Waldwisse                   | 57740      |                 | 11,74            | 804 (2022)                        | 68                 |

## Politique et administration
Le siège de la communauté de communes est situé à Bouzonville.

### Conseil communautaire
La communauté de communes est administrée par le conseil de communauté, composé de 56 conseillers élus pour 6 ans, dont la répartition suit la répartition normal prévu par le CGCT.
| Nombre de délégués | Communes                                  |
| ------------------ | ----------------------------------------- |
| 10                 | Bouzonville                               |
| 4                  | Sierck-les-Bains                          |
| 2                  | Apach, Ebersviller, Freistroff, Waldwisse |
| 1                  | Les autres communes                       |

### Présidence
Le conseil communautaire élit un président et huit vice-présidents pour une durée de six ans.
Élu avec 39 voix sur 59 lors de la première réunion du conseil communautaire le 20 janvier 2017, le premier président de l'intercommunalité est Laurent Steichen. Le 15 juillet 2020, Armel Chabane lui succède, élu avec 54 voix sur 57.
| Période      | Période      | Identité         | Étiquette | Qualité                   |
| ------------ | ------------ | ---------------- | --------- | ------------------------- |
| janvier 2017 | juillet 2020 | Laurent Steichen | UDI       | Maire de Sierck-les-Bains |
| juillet 2020 | En cours     | Armel Chabane    | LR        | Maire de Bouzonville      |

| No | Identité              | Délégation | Commune d'élection                |
| -- | --------------------- | --- | --------------------------------- |
| 1  | Helen Lambard-Hammond | Relations transfrontalières, bilinguisme, patrimoine, communication, santé                                      | Maire de Sierck-les-Bains         |
| 2  | Jean-Luc Schneider    | Développement économique, emploi, innovation et numérique                                                       | Maire-adjoint de Chémery-les-Deux |
| 3  | Jean-Paul Tinnes      | Déchets et ordures ménagères                                                                                    | Maire de Montenach                |
| 4  | Alain Pierrot         | Aménagement du territoire, élaboration des documents locaux de planification, habitat et logement               | Maire d'Anzeling                  |
| 5  | Rémi Schwenck         | Agriculture, eau et assainissement, GEMAPI                                                                      | Maire de Rettel                   |
| 6  | Frédérique Wehr       | Développement durable en environnement, transition écologique et énergétique, tourisme, transport et mobilité   | Maire-adjointe de Freistroff      |
| 7  | Emilie Villain        | Solidarités, familles, parentalité, petite enfance                                                              | Maire d'Apach                     |
| 8  | Alphonse Masson       | Relations aux communes et aux projets communaux, mutualisation, instruction des droits du sol, sport et culture | Maire de Remelfang                |